# Митчелл, Томас (путешественник)
Сэр Томас Ливингстон Митчелл (англ. Thomas Livingstone Mitchell, 1792—1855) — шотландский путешественник, землемер, исследователь Австралии.
Родился 16 июня 1792 года в Грейнджмуте (Стирлингшир, Шотландия). Образование получал в Эдинбургском университете, однако из-за смерти отца вынужден был оставить учёбу и в 1811 году поступил в армию и служил в частях, квартировавших в Португалии и принимал участие в кампаниях против Наполеона на Пиренейском полуострове.
В 1827 году Митчелл был переведён на службу в Новый Южный Уэльс. В 1831 году он предпринял своё первое путешествие, во время которого он исследовал верховья реки Дарлинг и её притоков. В 1835 году он снова совершил осмотр рек Дарлинг, Боган и прилегающих районов и заложил на Дарлинге форт Борк; во время одной из стычек с австралийскими аборигенами был убит ботаник Р. Каннингем.
В 1836 году состоялась третья экспедиция Митчелла. Он проник в ранее совершенно неисследованные области южнее реки Муррей и вышел к Бассову проливу в районе нынешнего Мельбурна, откуда, уйдя с побережья несколько вглубь континента, направился на восток и перевалил Австралийские Альпы. Это путешествие также сопровождалось неоднократными стычками с аборигенами. Открытую страну Митчелл назвал «Australia Felix» («Счастливая Австралия», впоследствии штат Виктория) и организовал её скорейшее заселение эмигрантами из Европы.
В 1845—1847 годах Митчел снова путешествовал в бассейне реки Дарлинг и открыл истоки самых северных её притоков, в том числе и реку Кондамайн. Оттуда он направился ещё дальше на север и исследовал две горные группы Большого Водораздельного хребта: Маунт-Кинг и Маунт-Фаради. Там он обнаружил истоки реки Куперс-Крик. Повернув на восток Митчелл вышел к Тихому океану и вдоль побережья вернулся в Сидней.
Свои путешествия Митчелл описал в двух книгах:
- Three Expeditions into the Interior of Eastern Australia, Volume 1; Three Expeditions into the Interior of Eastern Australia, Volume 2. 1838 год;
- Journal of an Expedition into the Interior of Tropical Australia. 1848 год.

Стоял во главе межевого ведомства в Австралии. Митчелл скончался 5 октября 1855 года в Сиднее.
В честь Митчелла назван город в Квинсленде, колледж в Водонге (Виктория) и ряд других объектов в Австралии.